# Fusillade de Dnipro
La fusillade de Dnipro est survenue le 27 janvier 2022 lorsqu'une fusillade de masse a eu lieu dans une usine de Ioujmach à Dnipro, en Ukraine. Cinq personnes ont été tuées et cinq autres ont été blessées dans l'incident,.
À la suite de la fusillade, le président Zelensky à démis le commandant de la Garde nationale de l'Ukraine Mykola Balan,.